# Tadeusz Breguła
Tadeusz Breguła (geboren 1928; gestorben 2022) war ein polnischer Handballtrainer und Funktionär.
Breguła wurde im Jahr 1953 Trainer der polnischen Frauen-Handballnationalmannschaft. Er führte das Team drei Jahre lang und war anschließend, von 1956 bis 1967, Trainer der polnischen Männer-Handballnationalmannschaft.
Er wurde 1969 Generalsekretär des Polski Komitet Olimpijski, des Nationalen Olympisches Komitees Polens; in dieser Funktion war er bis 1972 tätig. Von 1976 bis 1978 und von 1984 bis 1988 war er der Präsident des Związek Piłki Ręcznej w Polsce (ZPRP), des polnischen Handballverbands. Als Mitglied der Kommission für Training und Methoden der Internationalen Handballföderation (IHF) nahm er an den Olympischen Spielen der Jahre 1980, 1984, 1988 und 1992 teil. Später war er als Spielerberater beim deutschen Verein HSG Singen-Gottmadingen tätig. Er war Sportlehrer an der Hochschule für Sport in Danzig und verfasste zwei Lehrbücher über Handball.
Tadeusz Breguła war verheiratet; er zog  1989 als Spätaussiedler nach Gottmadingen in Deutschland.

## Werke
- Tadeusz Breguła: Piłka ręczna. Lata doświadczeń. Biblioteka Trainera, 1996, ISBN 83-8650413-7.